# 坐糧廳
坐糧廳，應是機構，但通作官名，滿，漢各一人，由各部院郎中、員外郎內簡用，每二年更換一次。並有經承十八人。坐糧廳分設東，南，西，北四科及河稅科，收支科，銅科，白糧科等單位，分掌驗收漕糧及由通州至京水陸轉運事務與北運河河工等事務。坐糧廳所屬有通濟庫，設大使一人，管理庫事。通濟庫的收款，有各省漕糧折價，蘆糧折價等銀。支款有河工，造船，職官養廉，河兵船夫工食等銀。由坐糧廳掌庫銀之出納，此外，石壩州判，土壩州同、漕運通判，通流閘官，慶豐閘官等，都由坐糧廳管轄。